# قصة روزا باركس (فلم)
قصة روزا باركس (بالإنجليزية: The Rosa Parks Story)، هُو فيلم تلفزيوني أمريكي صدر سنة 2002 وأخرجته جولي داش.

## وصلات خارجية
- مقالات تستعمل روابط فنية بلا صلة مع ويكي بيانات